# Референдумы в Литве
В истории независимой Литвы состоялось 13 референдумов. Из-за строгих требований только четыре референдума оказались успешными. Литовское законодательство, действовавшее в 1990-х годах, требовало, чтобы в поддержку предложения вынесенного на референдум проголосовало более половины всех зарегистрированных избирателей, иначе решение не было обязательным для исполнения властями. В 2002 году это требование было снижено до одной трети всех зарегистрированных избирателей. 
Инициация референдума также является сложной задачей. Инициаторы должны в течение трёх месяцев собрать и представить 300 тысяч подписей зарегистрированных избирателей. Инициировать референдум могут и члены Сейма, для этого за него должны высказаться не менее четверти всех депутатов. Несмотря на трудности с организацией проведение референдумов является очень популярным среди литовских политиков.

## Закон о референдуме от 2002 года
В преддверии референдума о членстве в Европейском Союзе 4 июня 2002 года был принят новый закон о референдуме.
Закон предусматривает тайное голосование на основе всеобщего, прямого и равного избирательного права. Референдумы бывают двух типов: обязательный и консультативный (совещательный).
Только в случае утверждения на обязательном референдуме можно:
1. Внести изменения в главы 1-ю (Литовское государство) и 14-ю (О внесении изменений в Конституцию) Конституции Литвы.
2. Изменить Конституционный закон от 8 июня 1992 года «О неприсоединения Республики Литва в постсоветский Восточной Альянс».
3. Одобрить участие в международных организациях, если членство требует частичной передачи компетенции государственных органов институтам международных организаций или в их юрисдикцию.

Во всех остальных случаях сами организаторы определяют какой референдум, обязательный или консультативный, должен быть проведён. 
Закон снизил требования по числу голосов, необходимых для утверждения резолюции. Для принятия решения консультативным референдумом требуется участие половины всех зарегистрированных избирателей и половина из тех, кто участвует, должны проголосовать за. В случае исполнения этих условий Сейм в течение месяца обязан рассмотреть вопрос, поднятый на референдуме, и принять по нему решение. Для успешности обязательного референдума требуется, чтобы в нём приняли участие более половины всех зарегистрированных избирателей, из них за должны высказаться более половины участников голосования, но не менее трети всех граждан страны имеющих право голоса. Есть исключения из этого правила:
1. Чтобы изменить первое предложение Конституции («Литовское государство является независимой, демократической республикой») и внести поправки в конституционный закон от 8 июня 1992 года требуется одобрение по меньшей мере трёх четвертей всех граждан имеющих право голоса.
2. Внести изменения в главы 1-ю и 14-ю Конституции можно только с одобрения более половины всех зарегистрированных избирателей.
3. Решение об участии в международных организациях может быть одобрено более половиной избирателей, принявших участие в референдуме. Это исключение было принято 25 февраля 2003 года, всего за 2,5 месяца до референдума о членстве Литвы в Европейском союзе.

Закон также снизил количество депутатов Сейма необходимое для объявления референдума с одной трети до одной четверти. Требования к инициаторам референдума из числа не депутатов остались те же: они должны собрать 300 тысяч подписей зарегистрированных избирателей в три месяца.
В 2020 году Конституционный суд Литвы постановил, что закон о референдуме противоречит конституции, так как должен был быть принят как акт конституционного права.

## Референдумы
Успешные референдумы выделены светло-зелёным цветом, неудачные — розовым. Цвет обозначает число которое было использовано для определения результата. Четыре референдума не удались, один так как вопросы вынесенные на них не получили поддержки более половины всех зарегистрированных избирателей. Они считаются не состоявшимися.
| №  | Дата            | Тема                                                              | Явка избирателей (%) | Проголосовали «за» (%) | Проголосовали «за» (%) | Проголосовали «против» (%) | Проголосовали «против» (%) |
| №  | Дата            | Тема                                                              | Явка избирателей (%) | от общего              | от избирателей         | от общего                  | от избирателей             |
| -- | --------------- | ----------------------------------------------------------------- | -------------------- | ---------------------- | ---------------------- | -------------------------- | -------------------------- |
| 1  | 9 февраля 1991  | Референдум о независимости от СССР                                | 84,74                | 76,46                  | 90,24                  | 5,54                       | 6,54                       |
| 2  | 23 мая 1992     | Референдум о восстановлении президентства                         | 59,18                | 40,99                  | 69,27                  | 15,13                      | 25,57                      |
| 3  | 14 июня 1992    | Референдум о выводе советских войск                               | 76,05                | 68,95                  | 90,67                  | 5,51                       | 7,25                       |
| 4  | 25 октября 1992 | Референдум по новой конституции                                   | 75,26                | 56,75                  | 75,42                  | 15,78                      | 20,98                      |
| 5  | 27 августа 1994 | Референдум о приватизации и компенсациях                          | 36,89                | 30,85                  | 83,63                  | 3,81                       | 10,34                      |
| 6  | 20 октября 1996 | Референдум по изменению Конституции Литвы                         | 52,11                | 33,86                  | 65,00                  | 9,18                       | 17,63                      |
| 7  | 20 октября 1996 | Референдум о компенсации вкладов                                  | 52,46                | 38,97                  | 74,31                  | 10,01                      | 19,10                      |
| 8  | 10 ноября 1996  | Референдум по изменению Конституции Литвы                         | 39,73                | 17,24                  | 43,41                  | 15,91                      | 40,05                      |
| 9  | 10—11 мая 2003  | Референдум о вступлении Литвы в Европейский союз                  | 63,37                | 57,00                  | 89,95                  | 5,59                       | 8,82                       |
| 10 | 12 октября 2008 | Референдум по атомной энергии                                     | 48,44                |                        | 88,59                  |                            | 8,32                       |
| 11 | 14 октября 2012 | Референдум по атомной энергии                                     | 52,58                |                        | 35,23                  |                            | 64,77                      |
| 12 | 29 июня 2014    | Референдум о запрете продажи земли иностранцам                    | 14,98                |                        | 72,83                  |                            | 27,17                      |
| 13 | 12 мая 2019     | Референдум об изменении 12-й статьи Конституции Литвы             | 53,16                |                        | 73,92                  |                            | 26,08                      |
| 14 | 12 мая 2019     | Референдум об изменении 55-й статьи Конституции Литвы             | 47,80                |                        | 76,19                  |                            | 23,81                      |
| 15 | 12 мая 2024     | Референдум в Литве о разрешении множественного гражданства (2024) | 58,31                |                        | 74,49                  |                            | 14,87                      |

1. ↑  Фраза «от общего» означает процент от общего числа зарегистрированных избирателей
2. ↑  Фраза «от избирателей» означает процент от избирателей, принявших участие в референдуме
3. ↑  В избирательный бюллетень было включено 8 разных вопросов. Приведены только результаты по первому вопросу, результаты по другим вопросам отличаются незначительно
4. ↑  В избирательный бюллетень были включены 3 разных вопроса. Приведены только результаты по первому вопросу, результаты по другим вопросам отличаются незначительно